# (6146) Adamkrafft
(6146) Adamkrafft (3262 T-2) – planetoida z pasa głównego asteroid okrążająca Słońce w ciągu 3,52 lat w średniej odległości 2,31 j.a. Odkryta 30 września 1973 roku.